# Џефри Рајт
Џефри Рајт (енгл. Jeffrey Wright; Вашингтон, 7. децембра 1965) амерички је глумац. Прославио се улогом Белизеа у ХБО серији Анђели у Америци за коју је добио Златни глобус и награду Еми.
Појавио се као Жан-Мишел Баскијат у филму Баскијат (1995), Феликс Лајтер у филмовима о Џејмс Бонд-у: Казино Ројал (2006), Зрно утехе (2008) и Није време за умирање (2021), Нарцис у ХБО-овом Царство порока и Бити у филмовима серијала Игре глади (2013—2015). Тумачио је улогу комесара Гордона у филму Бетмен (2022). Глумио је још и у филмовима Недоказана кривица (1990), Шафт (2000),‎ Али (2001), Манџурски кандидат (2004), Сиријана (2005), 8 минута (2011), Само љубавници опстају (2013)‎ и Добри диносаурус (2015) поред многих.
За улогу у представи Анђели у Америци по тексту Тонија Кушнера добио је позоришну награду Тони.